# مراد شیرانی
مراد شیرانی (زاده ۱۳۳۸) بازرگان ایرانی است، که به‌عنوان مدیرعامل شرکت خدمات حفاری سپنتا اینترنشنال فعالیت می‌کند.
وی فعالیت در حوزه خدمات نفت و گاز را از شرکت ملی حفاری ایران آغاز نمود، که در سال ۱۳۸۰ از این شرکت اخراج شد. شیرانی در سال ۱۳۸۱ اقدام به تأسیس شرکت خدمات نفتی سپنتا اینترنشنال نمود و فعالیت در صنعت نفت را به عنوان پیمانکار پروژه‌های نفتی از سر گرفت.
در دوره وزارت مسعود میرکاظمی در نفت، شیرانی در جایگاه مدیرعامل شرکت سپنتا، با استفاده از رانت‌های دولتی، به‌عنوان واسطه در بازارهای جهانی نفت، برای شرکت‌های نفتی ایرانی، همچون شرکت نفت و گاز پارس، حفاری شمال و پتروپارس، که در لیست تحریم‌های بین‌المللی قرار داشتند، تجهیزات و دکل‌های حفاری، سکوهای نفتی و سایر کالاهای مورد نیاز این شرکت‌ها را تأمین می‌نمود. او در دوران مدیرعاملی علی طاهری در شرکت تأسیسات دریایی ایران (سال‌های ۱۳٩٠ تا ۱۳٩٢) مشاور مدیرعامل این شرکت بود و قرارداد خرید دکل حفاری فورچونا (در رسانه‌های ایران به دکل گمشده معروف می‌باشد) نیز در همان بازه زمانی، یعنی در سال ۱۳۹۱ منعقد گردید. از شیرانی به عنوان یکی از دو واسطه اصلی (بهمراه رضا مصطفوی طباطبایی) در قرارداد دکل مورد نظر یاد می‌شود. مراد شیرانی در شهریور ۱۳۹۴ توسط دستگاه قضایی ایران، بازداشت شد.